# Tiger Rag (TV-serie)
Tiger Rag är en svensk TV-serie som sändes i SVT Kanal 1 hösten 1989.

## Handling
Göran är den självklare stjärnan i speedwayklubben Tigrarna. Han kämpar för att nå en landslagsplats och få tävla i de stora mästerskapen, men när kraven från lagkamrater och familjen gör sig påminda blir trycket ibland för stort..

## Om serien
TV-serien spelades in i Stockholm hösten 1988 och fick rätt bra kritik. SVT lyckades bland annat engagera skådespelaren Jan Erik Lindqvist trots att denne led av sviktande hälsa och han avled även innan produktionen färdigställts. 

## Rollista i urval
- Thomas Hanzon - Göran
- Gösta Engström - Göte
- EwaMaria Björkström - Mona
- Ludvig Bell - Kalle
- My Engström - Lisa
- Jan Erik Lindqvist - Farsan
- Sven Melander - Hugo
- Ulf Törnroth - Nisse
- Tomas Norström - Nollan
- Björn Wallde - Knutte
- Per Morberg - Ingvar
- Maria Franceschi - Sara